# 懷特奧克鎮區 (北卡羅萊納州海伍德縣)
懷特奧克鎮區（英語：White Oak Township）是位於美國北卡羅萊納州海伍德縣的一個鎮區。

## 地方資料
懷特奧克鎮區的面積為30.30平方千米，皆為陸地。根據2020年美國人口普查的數據，當地共有人口921人，而人口密度為每平方千米30.4人。